# M-95 Degman
M-95 Degman är en kroatisk stridsvagnsprototyp baserad på den jugoslaviska M-84, som i sin tur är en modifierad kopia av den ryska T-72. Den introducerades 1995, men ingen produktion har startat.

## Produktionshistoria
Sedan Jugoslavien hade splittrats efter inbördeskriget (1992-1995) fortsatte produktionen av M-84 i dess fabrik Đuro Đaković specijalna vozila d.d. Kroatien såg ett behov av att skaffa sig en ny stridsvagn som möter alla krav för modern krigföring. Meningen var att den skulle bli Kroatiens nya stridsvagn och användas till export. Ingenjörerna på Đuro Đaković gjorde en uppgradering av M-84:an. Man behöll 125 mm kanonen, 7,62 mm PKT coxiala ksp och 12,7 mm lv-ksp. Motorn som är en 12-cylindrig, vattenkyld, turboladdad, multibränslemotor är identisk med den som är på M-84A- och AB-varianterna.

## Utrustning
Till skillnad från M-84:orna har M-95 Degman reaktivt pansar av typen RRAK på tornet, framsidan av chassit och på sidokjolarna. Dessa ger ett bättre skydd mot bland annat pansarspränggranater. 
Den är också utrustad med OMEGA-D eldledningssystem, SG-10-1S startgenerator, SGS-D lasersikte för skytten, COMTOS (med integrerad DNK-S), 2E28MM hydrauliskt torn- och kanondrivsystem, AP-175 automatisk laddare för kanonen, LIRD laservarningssystem och 6 rökgranatkastare på var sida av tornet.
Eldledningssystemet, kommunikationssystemet, etc kan komma i olika modeller. Motorn kan komma i en 1200 hk dieselmotor och termiskt mörkersikte finns också tillgängligt.

## Användning
M-95 Degman har inte satts i produktion i brist på finansiering och är fortfarande en experimentell prototyp, men den kroatiska regeringen beställde 2 nya M-95:or. Kroatien som är väldigt militärt beroende av NATO har inte fattat beslutet om M-95 ska produceras eller inte. Om inte kan den bli en möjlig export stridsvagn, den är relativt billig för att vara en modern stridsvagn. 2003 var det en vapenutställning av IDEX där bland annat M-95 Degman var närvarande. Vissa nationer blev intresserade av projektet, det sägs att även representanter från Kuwait blev intresserade av denna nya kroatiska stridsvagn.